# جزیره ویسوکوی

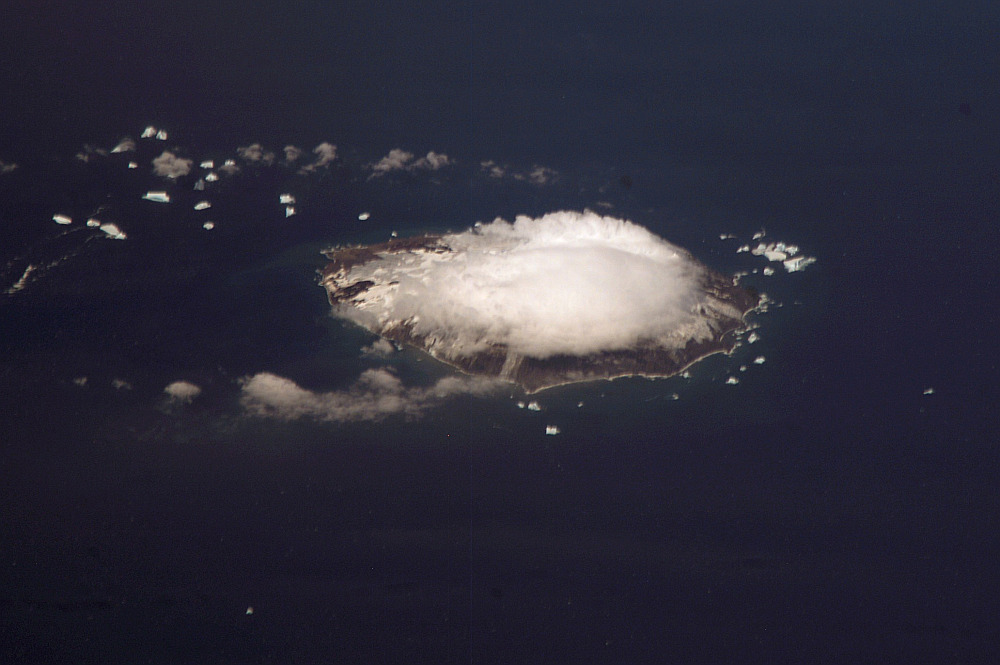
جزیره ویسوکوی

جزیره ویسوکوی (به انگلیسی: Visokoi Island) یک جزیره و منطقه حفاظت‌شده در بریتانیا است که در جزایر جورجیای جنوبی و ساندویچ جنوبی واقع شده‌است.

## خصوصیات
جزیره ویسوکوی ۱٬۰۰۵ متر بالاتر از سطح دریا واقع شده‌است.